# Gert Petersen
Gert Verner Petersen (født 19. august 1927 i Nykøbing Falster, død 1. januar 2009 i Herlev) var journalist og politiker. I 1959 var han medstifter af SF - Socialistisk Folkeparti, som han var formand for fra 1974 til 1991.
Han var en helt central figur i formuleringen af SF's idegrundlag, folkesocialismen, udviklingen af SF's politik gennem en årrække og som formand kom han i høj grad til at personificere partiet indadtil og i offentligheden.
Hans væsentligste indsatsområder var, at han hele livet søgte en stadig mere præcis beskrivelse af forholdet mellem demokrati og socialisme, samfundsforandringer og fredelig revolution og international afspænding, international politik og EU. Disse perspektiver søgte han vedvarende at aktualisere i konkret politik. Kort- og langsigtede muligheder ved et samarbejde mellem Socialdemokratiet og Socialistisk Folkeparti spillede en stor rolle for ham.
Han var bredt anerkendt som en medrivende taler, engageret debattør og skrev mange avis- og tidsskriftsartikler og bøger. Ved Folketingsvalget i 1987, førte han som formand SF til deres største valgsejr på 27 mandater.
Han var i 10 måneder som 13-årig medlem af DNSAP's ungdomsafdeling, men blev siden medlem af kommunistpartiet DKP inden han brød ud af DKP og deltog ved stiftelsen af SF.

## Personligt
Han var eneste barn af den ugifte 18-årige fabriksarbejderske Karen Rolandsen. Sin barndom tilbragte han under meget beskedne kår hos bedsteforældrene, angiveligt fordi hans mor ikke kunne tilpasse sig livet som enlig mor i provinsbyen. Han gik i mellem- og gymnasieskole på Nykøbing Katedralskole fra 1939-1945, afbrudt af tilfangetagelse i Frøslevlejren. I 1945 flyttede han sammen med pædagog Maria Kujahn, datter af et venstreorienteret par, der var flygtet fra det nazistiske Tyskland. Gert og Maria blev gift og skilt i 1952, men flyttede to år senere sammen igen og blev gift for 2. gang. De fik to sønner. Gert Petersen boede i sine ungdomsår i København, fra 1958 til 1971 i Kastrup. Hans sidste ca. 37 år boede han i Albertslund.

### Barndom og teenageår
Petersen beskriver sig selv som barn som både oprørsk og sværmerisk nationalistisk. Hans morfar talte ofte om politik og udtrykte, at han var skuffet over Socialdemokratiet, der gjorde for lidt for de fattige. Kontakten med en nazistisk malermester gjorde, at han som 13-årig i 1941 blev medlem af Danmarks Nationalsocialistiske Arbejderpartis ungdomsafdeling. Han meldte sig angiveligt ud igen ved at skrive til denne organisation, at den hverken var national eller socialistisk.[kilde mangler]
Som 16-årig blev han fra 1943 aktiv i modstandsbevægelsen, først ved at være medudgiver at et lille illegalt blad, der blev omdelt på hans skole, Nykøbing Katedralskole. Senere lavede han mere omfattende opgaver mht. illegal bladdistribution i Nykøbingområdet. Her kom han også i kontakt med byens kommunister. Gert Petersen blev stukket til Gestapo i efteråret 1944 og fængslet i Frøslevlejren til besættelsen var slut.

### Ungdomsår
I befrielsessommeren 1945 flyttede Gert Petersen til København, hvor han indskrev sig på politstudiet. Men efter hans eget udsagn var han meget lidt studieaktiv. Samme år blev han medlem af Danmarks Kommunistiske Ungdom.
En studenterudvekslingsrejse førte ham til Tjekkoslovakiet i 1946. Gode sprogkundskaber i tysk banede samme år vejen for, at han fik rutinepræget arbejde for den britiske besættelsesmagts afdeling for censur i Hamburg, som han havde indtil 1947. Derpå vendte han tilbage til Danmark, men rejste samme år igen ud for at deltage i genopbygningsarbejde i Jugoslavien og Prag. I den kommunistiske ungdomsorganisation var han ikke specielt aktiv, så vidt han selv udtrykte det. Omkring 1948 meldte han sig ind i DKP, og på samme tid indskrev han sig på historiestudiet ved Københavns Universitet.
I denne periode var hans partipolitiske aktiviteter tilsyneladende sporadiske og drejede sig om internt skolingsarbejde. Hans engagement kom til udtryk gennem de samtaler han førte i en omgangskreds af ligesindede, iflg. hans eget udsagn.

### IDialogs redaktion under den kolde krig
Fra januar 1953 kom den nu 25-årige Gert Petersen ind i det kommunistisk kontrollerede tidsskrift Dialogs redaktion, gennem sin ven Arne Gaardmand. Gert Petersen blev her kendt som en ivrig debattør og var en af de mest fremtrædende ideologer i DKP. Han skrev både indlæg om politik, kultur, litteratur og opdragelse. Han udtrykte synspunkter, der tydeligvis havde idémæssig forankring i folkefrontsstrategien, der dominerede DKP's tænkning. ”Vi kæmper mod alt det der – ikke blot fra et marxistisk, men også fra et bredt rationalistisk synspunkt hæmmer bevægelsen fremover, altså i første omgang alt det, der øger faren for krig”). Arbejdet i redaktionen betød, at han efterhånden stillede sine historiestudier i bero.

## Politisk karriere

### Opgøret i DKP og vejen til SF
Han fulgte med Aksel Larsen over i Socialistisk Folkeparti (SF), da det blev stiftet den 22. november 1958, efter at DKP mere end to år forinden var blevet rystet af den sovjetiske invasion i Ungarn og Khrustjovs hemmelige tale på Sovjetunionens Kommunistiske Partis 20. partikongres om Stalins forbrydelser.
Selvom Gert Petersen efter eget udsagn var meget aktiv i forhold til at forsøge at gennemtvinge en fornyelse i DKP, var han kun meget sporadisk i kontakt med Aksel Larsen, partiformand og den ubestridte leder og samlingspunkt i opgøret for at ændre Det kommunistiske partis kurs. Hans mest markante bidrag i forsøget på først at ændre DKP's grundlæggende kurs og – da det ikke lykkedes – at etablere et nyt, SF, bestod i at formulere det idémæssige grundlag for det det nye parti.
Efter SF var stiftet, blev Gert Petersen skrivende medarbejder ved partiets ugeavis SF, der udkom fra 1. maj 1959.
Han var medlem af SF's hovedbestyrelse siden 1961, i perioder af SF's forretningsudvalg og dettes sekretariat. Som partiets formand viste han en stor evne til at forene marxistisk samfundsanalyse med konkret politik. Derved har han haft indflydelse ikke kun i SF men også på den øvrige venstrefløjs politiske tænkning.

### Betydning for SF
På især tre måder har han fået betydning for SF's udvikling:
1. Som person der i meget høj grad formulerede SF's grundlag og afgrænsede partiet mod Socialdemokratiet på den ene side og DKP og forskellige venstrefløjsgrupperinger på den anden side, bl.a. med hensyn til forholdet mellem demokrati og socialisme, forholdet mellem parti og bevægelse. Her tog han parti for den demokratiske vej til socialisme i debatter på venstrefløjen, der havde udgangspunkt i begivenheder i Chile i 1973 og Portugals såkaldte nellikerevolution.
2. Som formand stod han for forhandling (og ikke konfrontation), da et mindretal bl.a. med sæde i partiets folketingsgruppe ville ændre den generelle politiske orientering i retning af Socialdemokratiet.
3. Som vedvarende fortaler for "arbejderflertalsstrategien" der prægede partiets politik i 1980'erne. Ved arbejderflertal forstår man i SF et parlamentarisk samarbejde mellem Socialdemokratiet, SF og den øvrige venstrefløj, der skulle indføre reformer i retning af socialisme.

## Kontroverser

### Kontakt til KGB og Securitate
I PET-Kommissionens beretning vedrørende Politiets Efterretningstjenestes (PET) virksomhed under Den Kolde Krig, udgivet i juni 2009, anføres det, at Gert Petersen skulle have videregivet bl.a. fortrolige informationer fra Udenrigspolitisk Nævn. til den sovjetiske efterretningstjeneste KGB
I KGB havde han status af såkaldt "fortrolig kontakt" med kodenavnet Paul og senere Zeus.
Kontakten foregik åbenlyst med den senere afhopper Oleg Gordijevskij, men senere foregik kontakten under konspirative former.
Ifølge KGB's registreringer modtog Gert Petersen gaver og pengebeløb fra KGB i perioden 1970 til 1973.
Ifølge Gordijevskij var de oplysninger, Petersen overgav, ikke hemmelige – Petersen har dog, i mindst et tilfælde, udleveret fortrolig information fra et møde i Udenrigspolitisk Nævn.
Senere i 1981 overtog 2. sekretær ved ambassaden, Vladimir Minin, føringen af Petersen, og Petersen overleverede informationer ved frokostmøder med KGB.
En Securitate-agent, Ioan Mitrofan Oprea, havde også kontakt til SF og Gert Petersen i begyndelsen af 1970'erne. Han kunne gå rundt på partikontoret på Christiansborg uden opsyn og studere dokumenter, der lå fremme.
PET advarede Petersen, men han så sig "i stand til selv at styre forholdet".

### Sagen om nazimedlemsskabet
Gert Petersen medlemskab af Danmarks Nationalsocialistiske Arbejderpartis ungdomsorganisation kom første gang til offentlighedens kendskab i 1977, hvor den kontroversielle forfatter Erik Haaest afslørede Gert Petersens medlemskab af National Socialistisk Ungdom.
I første omgang benægtede Gert Petersen, bl.a. i B.T. den 26. august 1977 med ordene: "Det er det rene vanvid og pure løgn. Jeg har aldrig været nazistmedlem." Senere måtte Gert Petersen dog indrømme, at han havde været medlem af det daværende nazistpartis ungdomsafdeling. Dog fastholdt han i en årrække indtil midt i 1980'erne, at han havde været "spion" i partiet. I 1986 måtte han dog indrømme, at han havde løjet, og at han dengang havde følt sig draget af "førerdyrkelsen" og førerprincippet i nationalsocialismen.

## Andet
Efter at Gert Petersen forlod Folketinget, var han aktiv som især udenrigspolitisk debattør og optrådte jævnligt i dagspressens debatspalter.
Gert Petersens altid afslappede forhold til tøj- og hårmode var baggrund for dannelsen af "Foreningen til Gert Petersens forskønnelse", en forening, der ikke altid lykkedes med sit formål. Dannelsen af foreningen kan ses som et udtryk for, at miljøet i SF også havde humoristiske sider.
Gert Petersen hædredes efter sin død med et debatselskab med navnet "Gert Petersen Selskabet", stiftet af en kreds af folkesocialister ved et møde den 27/2 2013. Gert Petersen Selskabet – Demokrati og Socialisme havde som formål at vække og videreudvikle interessen for debatten om demokrati og socialisme med baggrund i Gert Petersens politiske tanker og skrifter og deres betydning for den socialistiske venstrefløj.

## Politiske hverv
Gert Petersen var folketingsmedlem for SF i følgende perioder:
- Østre Storkreds (22. november 1966 – 22. januar 1968)
- Odense Amtskreds (23. januar 1968 – 20. september 1971)
- Fyns Amtskreds (21. september 1971 – 14. februar 1977)
- Østre Storkreds (15. februar 1977 – 10. marts 1998)

Han var medlem af Europa-Parlamentet (1977-79)
og medlem af Europarådets parlamentariske Forsamling fra 1994

## Journalist
Han har været
- medudgiver af Dialog 1953-60
- fast medarbejder ved SF-bladet 1959-67, redaktør 1962-67
- redaktør af Her og Nu 1967-74